# Пулани (Трапани)
Пулани је насеље у Италији у округу Трапани, региону Сицилија.
Према процени из 2011. у насељу је живело 59 становника. Насеље се налази на надморској висини од 14 м.